# Ai, Se Eu Te Pego
"Ai Se Eu Te Pego" é uma canção brasileira produzida por Sharon Acioly e Antônio Dyggs. Embora as primeiras versões da música fossem conhecidas do público nordestino, a versão que alcançou sucesso nacional e internacional foi gravada pelo cantor sertanejo Michel Teló.
Lançada em 2011, a versão de Teló tornou-se um sucesso nacional, alcançando o topo da parada musical brasileira, e o vídeo da canção atingiu o recorde de visualizações no Youtube para canções brasileiras, com mais de 1 bilhão de visualizações. A canção começou a ganhar repercussão internacional, de acordo com o próprio Teló e Sharon Acioly, uma das suas autoras, quando o jogador Cristiano Ronaldo comemorou um de seus gols fazendo a coreografia da música. No final de 2011, "Ai Se Eu Te pego" já havia virado hit internacional e levaria Michel Teló ao topo das paradas musicais em mais de 20 países na Europa e na América Latina. O sucesso comercial da versão de Teló foi tamanho que a "Ai Se Eu Te pego" foi o sexto single mais vendido no mundo em 2012, com mais de 7 milhões de cópias vendidas.
Inicialmente, a autoria da canção foi atribuída a Sharon Acioly e Antônio Dyggs. No entanto, em fevereiro de 2012, foi revelado que as estudantes paraibanas Amanda Cruz, Aline Medeiros e Karine Assis Vinagre eram autoras dos versos que seriam a base do refrão de “Ai se eu te pego”, e elas acabaram sendo reconhecidas como co-autoras ao lado de Acioly e Dyggs. Outras três estudantes, Maria Eduarda Lucena dos Santos, Marcela Quinho Ramalho e Amanda Borba Cavalcanti de Queiroga, reivindicaram na Justiça a coautoria da  canção.

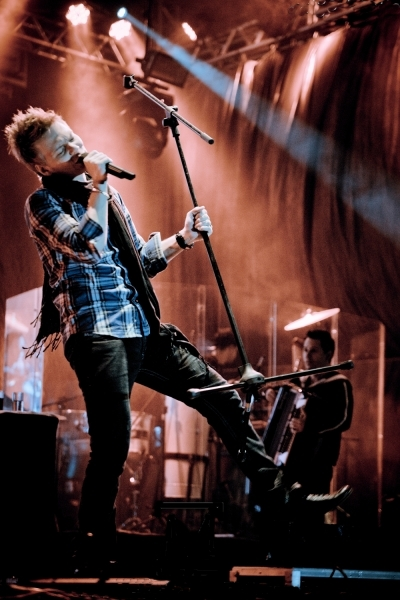
Michel apresentando a canção.

## Histórico
As origens de "Ai Se Eu Te Pego" remontam ao ano de 2006, quando um grupo de adolescentes paraibanas, formado por Aline Medeiros, Amanda Queiroga, Karine Assis Vinagre, Marcela Ramalho e Maria Eduarda fizeram uma excursão para a Disney de Orlando, nos Estados Unidos. Dividindo o mesmo quarto, as meninas compuseram os versos “Nossa, nossa, assim você me mata, ai se eu te pego, delícia” em homenagem a um guia turístico do famoso parque de diversões estadunidense.
Em 2008, Karine e Marcela, juntamente com Amanda Cruz, que não havia participado da viagem à Disney, excursionaram para Porto Seguro, na Bahia, para celebrar a formatura da escola. Lá, conheceram o Axé Moi, palco para apresentações artísticas locais, onde conheceram a cantora Sharon Acioly. A apresentadora viu as meninas cantarem e dançarem os versos criados na Disney e as convidou para subir ao palco e mostrar a coreografia e a música, e a recepção do público presente foi positiva.
Depois desse episódio, os versos "Nossa, assim você me mata / Ai, ai se eu te pego" passaram a ser cantados por Acioly para animar os dançarinos que se apresentavam na casa de show Axé Moi. Naquela época, os versos foram apelidados de "Funk do Nossa" e, mais tarde, registrados por Acioly com o nome de "Assim Você Me Mata": 

Tudo começou com uma animação de palco que eu fazia. Não tinha nem a música ainda, era só o refrão com uma batida de funk.

De acordo com Acioly, a brincadeira tinha caído no gosto popular e ela resolveu transformá-la no refrão de uma música que escreveu para homenagear dois dos seus dançarinos, Rafael e Jonatan, e um videoclipe chegou a ser produzido para divulgar a composição na internet, mas segundo a compositora não deu o resultado esperado. Os versos chegaram aos ouvidos de Antônio Dyggs, empresário dono de uma casa de shows em Feira de Santana. Ele ouviu o funk carioca  de Sharon em uma viagem a Porto Seguro e achou que aquilo poderia se transformar em um forró. Ao voltar à Feira de Santana, começou a trabalhar em cima daquele refrão, e a nova canção foi finalizada em 2008, sendo agora chamada de "Ai Se Eu Te Pego". Segundo Dyggs, os versos foram compostos quando ele estava embriagado.

## Primeiras versões
Com a versão nova, o primeiro grupo a cantar "Ai Se Eu Te Pego" foi Os Meninos de Seu Zeh, empresariada por Dyggs: 

Na época, a letra era diferente. Em vez de 'sábado na balada', eles cantavam 'sábado na Kabana', que é a casa noturna que eu tenho aqui em Feira de Santana.

 A canção teve boa repercussão local, mas o sucesso na região Nordeste do Brasil viria com as versões seguintes. A versão dos Meninos de Seu Zeh atraiu a atenção do grupo de forró Cangaia de Jegue, radicado em Salvador, e que se tornou o primeiro grupo a gravar comercialmente a canção, em 2010. Com a gravação do Cangaia de Jegue, "Ai Se Eu Te Pego" converteu-se em grande sucesso na Bahia.
Ainda naquele ano, Garota Safada regravaria "Ai Se Eu Te Pego", com uma levada mais animada, de balada, e essa versão popularizou-se por todo o Nordeste brasileiro, especialmente por animar tradicionais festas de São João na região. E foi durante uma Festa de São João em Salvador que o cantor paranaense Michel Teló ouviu pela primeira vez "Ai Se Eu Te Pego", cantada pelo Cangaia do Jegue. Logo após ouvi-la, Teófilo Teló, irmão e empresário do intérprete sertanejo, percebeu que a música tinha potencial para ser um sucesso nacional e procurou os produtores do Cangaia de Jegue, que indicaram Acioly, e esta, por fim, que autorizou Michel Teló a gravar uma versão da canção.
Antes de ser gravada por Michel Teló, a canção ainda seria gravada por Alexandre Peixe e pela banda Forró Sacode.

## Versão de Michel Teló
A versão do cantor brasileiro Michel Teló foi lançada em julho de 2011, no site do cantor em download digital grátis, e simultaneamente em um videoclipe, com direção de Fernando Hiro e Junior Jacques, gravado ao vivo em 20 de julho de 2011 na cidade de Curitiba. Tanto a canção quanto o vídeo se tornaram um grande sucesso nacional. O single alcançou o topo da parada Brasil Hot 100 Airplay. Já o vídeo teve centena de milhões de visualizações no YouTube, tornando-se recordista para uma música brasileira no site.
Apesar de lançada na internet em julho, "Ai Se Eu Te Pego" só foi lançada comercialmente pela Som Livre quatro meses depois. Com base em concertos realizados em São Paulo, Curitiba, Florianópolis, Ribeirão Preto e Goiânia, a gravadora lançou o álbum ao vivo Michel na Balada, além de um DVD homônimo. Posteriormente esse single foi lançado mundialmente pela Universal Music.

### Faixas
| Versão single |                    |                                                                             |         |  |
| N.º           | Título             | Compositor(es)                                                              | Duração |  |
| 1.            | "Ai Se Eu Te Pego" | Antonio Dyggs, Sharon Acioly, Karine Vinagre, Amanda Cruz e Aline Medeiros. | 2:45    |  |

| CD single |                    |                                                                            |         |  |
| N.º       | Título             | Compositor(es)                                                             | Duração |  |
| 1.        | "Ai Se Eu Te Pego" | Antonio Dyggs, Sharon Acioly, Karine Vinagre, Amanda Cruz e Aline Medeiros | 2:50    |  |

### Repercussão
O sucesso de "Ai Se Eu Te Pego" começou a se popularizar no futebol, quando jogadores famosos como Neymar e Diego Souza comemoraram gols executando a canção. Mas foi com o português Cristiano Ronaldo que "Ai Se Eu Te Pego" começou a ficar mundialmente conhecida. Após fazer um gol ante o Málaga, pelo Campeonato Espanhol, o atacante do Real Madrid comemorou, com o lateral brasileiro Marcelo, fazendo a coreografia da música. De acordo com Michel Teló, o sucesso internacional de "Ai, Se Eu Te Pego" aconteceu após Cristiano Ronaldo tê-la dançado em campo: 

O Cristiano Ronaldo mudou a minha vida(...) Depois dele ter feito a coreografia no jogo (contra o Málaga), todo mundo quis conhecer a música.

A compositora Sharon Acioly também atribui ao atleta português o interesse internacional pela canção: 

Sucesso nacional beleza, agora internacional foi uma surpresa. O Cristiano Ronaldo foi o grande responsável(...) Primeiro foi o Neymar, que transformou a música na modinha entre os jogadores brasileiros. E por serem amigos do Neymar, adotaram e levaram pra fora.

Além de Cristiano Ronaldo, outros jogadores internacionais passaram a celebrar o gol com a coreografia da canção, entre os quais André Santos (pelo Arsenal), Lucas Leiva (pelo Liverpool) e Vágner Love (pelo CSKA).  A canção também ficou bastante popular depois que o tenista Rafael Nadal comemorou o título da Copa Davis de 2011 dançando a música, ao lado dos companheiros de equipe David Ferrer, Feliciano López e Fernando Verdasco.
A projeção internacional de "Ai Se Eu Te Pego" levou a revista Forbes a comparar o sucesso de Michel Teló ao de Carmen Miranda na década de 1940. No Brasil, a canção foi eleita a melhor música nacional pela Billboard Brasil, juntamente com "Não Existe Amor em São Paulo", do rapper Criolo.
Em 27 de junho de 2021 (pouco menos de um mês para completar 10 anos de lançamento), a canção atingiu a marca de 1 bilhão de visualizações no YouTube, tornando Teló o primeiro artista sertanejo a alcançar esse patamar.